# 黑色咖啡館
《黑色咖啡館》（韓語：카페 느와르），又名《白夜黑咖啡》，2010年上映。本身即是韓國知名影評人的鄭成日導演，他搖著向法國新浪潮致敬的大旗創作出這部電影。這是一部以兩部西方經典文學（少年維特的煩惱、白夜）為靈感來源的電影劇本，電影的長度超過3小時，整部電影以彩色和黑白的畫面交互穿插，角色配以極少的台詞，以音樂、無聲、和背景聲貫穿全片。

## 劇情介绍
英修是一所中學的音樂老師，雖然是學校老師，卻和學生的母親發展出一段很短的戀情；當學生的母親向英修提出分手的要求後，英修滿懷痛苦地接受了分手的提議……。
英修和學校的同事美妍是一直保持著穩定的性伴侶關係，即使只是性伴侶，但美妍心裡卻是愛著英修的……。英修在偶然的機會下遇到了善化，一位戀人與她爽約的女孩，想取代女孩原本戀人位置的英修展開了和女孩之間的約會，但這段戀情卻以善化的戀人回到善化身邊告終。
失戀的痛苦再次將英修儒弱的心摧毀，甚至達到自己無法負荷的程度，因此他結束了自己的人生。

## 演員陣容
- 申河均 飾 英修
- 文晶熙 飾 美妍
- 金慧娜 飾 美妍
- 鄭有美 飾 善化
- 李聖旻
- Yozoh
- 鄭吝善
- 崔貞尹
- 朴荷妍

## 外部連結
- NAVER電影 （页面存档备份，存于）